# Альбертусталер

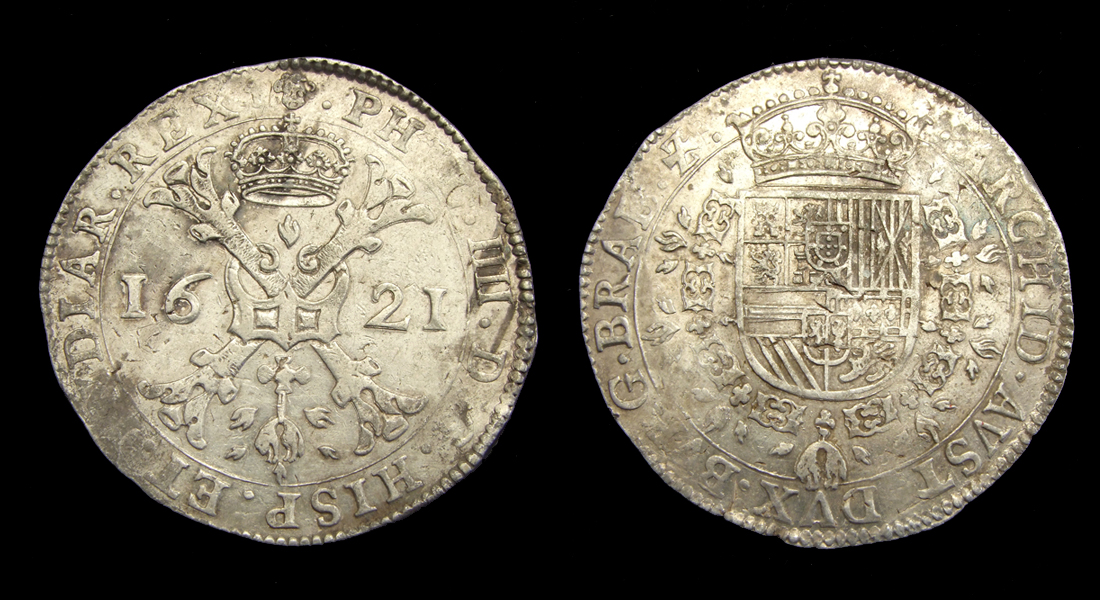
Альбертусталер, хрестовий талер, крижак. 1621 рік

Альбертусталер (нім. Albertustaler) — срібна монета талерного типу, яку карбували з 1612 у Південних Нідерландах, тодішніх іспанських володіннях. Назва походить від імені одного з намісників цієї частини Іспанського королівства — Альберта (1599—1621). Номінальна вартість альбертусталера — 48 стюверів. Альбертусталер містив 24,65 г чистого срібла. На аверсі монети зображено так званий бургундський хрест у вигляді двох перехрещених палиць Геркулеса, навколо якого — легенда із зазначенням імен та титулів намісників, а згодом — королів Іспанії. На реверсі — увінчаний короною гербовий щит, навколо якого — орден Золотого Руна та кругова легенда із продовженням титулів. Частину емісій не датовано. Іспанська назва — патагон. На монетних дворах іспанських Нідерландів карбувалися також фракції альбертусталера: 1/2 А. (півпатагон) та 1/4 А. (чвертьпатагон). Значні масштаби емісії альбертусталерів спричинили їх поширення у країнах Центральної та Східної Європи, на Балканах та в Османській імперії, у тому числі й Кримському ханстві. В актових документах українських земель XVII—XVIII століття альбертусталери фігурують як «хрестові», «крижові» талери, інколи — «крижаки». Альбертусталери присутні переважно у скарбах, що датуються XVII—XVIII століттями, і виявлені в різних регіонах України. У 2-й половині XVII століття вартість альбертусталер на Лівобережній Україні становила 60 російських копійок, на Правобережній Україні — 3 польських злотих, а на галицьких землях — 3 злотих 18 грошів польською білонною монетою.